# Đợt nắng nóng tại Nhật Bản năm 2018
Đợt nắng nóng kỷ lục tại Nhật Bản năm 2018 ảnh hưởng đến các khu vực rộng lớn của đất nước trong suốt tháng Bảy. Nhiều khu vực trải qua nhiệt độ vượt quá 35 °C (95 °F), và Kumagaya ghi nhận nhiệt độ tối đa 41,1 °C (106,0 °F) vào ngày 23 tháng 7 - mức cao nhất từng thấy ở Nhật Bản. Ít nhất 80 người đã tử vong do các nguyên nhân liên quan đến nhiệt và ít nhất 22.000 người bị đột quỵ do nhiệt, phải nhập viện. Đài Loan, một phần của miền đông Trung Quốc, bán đảo Triều Tiên và một phần của vùng viễn đông của Nga cũng bị ảnh hưởng trong thời điểm này.

## Diễn biến
Sau đợt lũ lụt và lở đất kéo dài từ cuối tháng 6 đến giữa tháng 7 năm 2018, một đợt nắng nóng lan rộng khắp lục địa Nhật Bản. Ở các tỉnh bị ảnh hưởng nặng nề nhất do lũ lụt và sạt lở đất, Hiroshima, Okayama, và Ehime, 145 người phải nhập viện với các triệu chứng đột quỵ do nhiệt độ tăng lên trên 35 °C (95,0 °F). Vào ngày 15 tháng 7 năm 200 trong tổng số 927 trạm trong mạng quan sát trên toàn quốc ghi lại nhiệt độ tối đa vượt quá 35 °C (95,0 °F). Vào ngày 23 tháng 7, nhiệt độ cao 41,1 °C (106,0 °F) được quan sát thấy ở Kumagaya, 65 km (40 dặm) về phía tây bắc Tokyo. Đây là mức nóng cao nhất từ xưa đến nay của Nhật Bản. Nhiều thành phố ghi lại nhiệt độ gần 40 °C (104 °F) vào ngày này. Ở Kyoto, nhiệt độ đạt trên 38 °C (100 °F) trong bảy ngày liên tiếp lần đầu tiên kể từ khi bắt đầu thống kê từ thế kỷ 19.
Vào ngày 24 tháng 7, Cơ quan Khí tượng Nhật Bản (JMA) đã gọi sự kiện này là một thảm hoạ thiên nhiên và cho thấy nhiều khu vực đang quan sát "mức nhiệt chưa từng có".

## Tác động
Ít nhất 80 người đã tử vong trên toàn quốc vì các nguyên nhân liên quan đến nhiệt độ và hơn 22.000 người đã phải nhập viện vì đột quỵ do nhiệt. Tỷ lệ tử vong đã xảy ra ở 28 trong số 47 tỉnh của quốc gia. Trong khoảng thời gian từ ngày 15 đến ngày 22 tháng 7, 65 người đã chết vì sốc nhiệt, bao gồm 11 người vào ngày 21 tháng 7 và 13 ngày 23 tháng 7. Số lượng thương vong từ nhiệt là lớn nhất được thấy trong một tuần duy nhất kể từ khi chính phủ bắt đầu hồ sơ chi tiết trong năm 2008. Vào ngày 17 tháng 7, Sở Cứu hỏa Tokyo đã gửi xe cứu thương 2.900 lần - con số lớn nhất trong một ngày kể từ khi sở này bắt đầu hoạt động vào năm 1936. Kỉ lục này bị vượt qua chỉ bốn ngày sau đó, ngày 21 tháng 7, khi xe cứu thương được gửi đi 3.125 lần.
Bộ Giáo dục đã ban hành một cảnh báo cho các trường học để có biện pháp phòng ngừa chống lại đột quỵ nhiệt, sau cái chết của một cậu bé sáu tuổi đã tham dự một sự kiện ngoài trời. Ít hơn một nửa số trường học trong cả nước có máy lạnh, và các quan chức chính phủ thảo luận kéo dài ngày nghỉ học vì sự an toàn. Hơn nữa, chính phủ xem xét bao gồm chi phí lắp đặt máy điều hòa không khí trong trường học. Kyushu Electric Power cung cấp giảm giá 10% cho khách hàng từ 75 tuổi trở lên cho hóa đơn tháng 8 và tháng 9 để tăng cường sử dụng máy lạnh.